# Episimus albifrons
Episimus albifrons is een vlinder uit de familie van de bladrollers (Tortricidae). De wetenschappelijke naam van de soort is voor het eerst gepubliceerd in 2008 door Józef Razowski en John Wesley Brown.
De voorvleugellengte bedraagt ongeveer 6 millimeter.
De soort komt voor in Costa Rica tot een hoogte van ongeveer 350 meter.